# Miss Tennessee USA

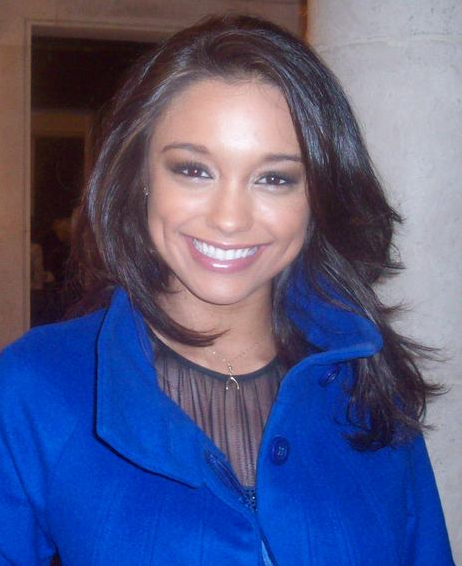
Rachel Smith, Miss Tennessee USA y Miss USA 2007

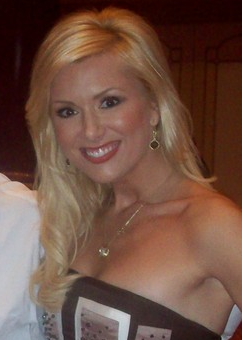
Allison Alderson, Miss Tennessee USA 2002 (tomada en 2008)

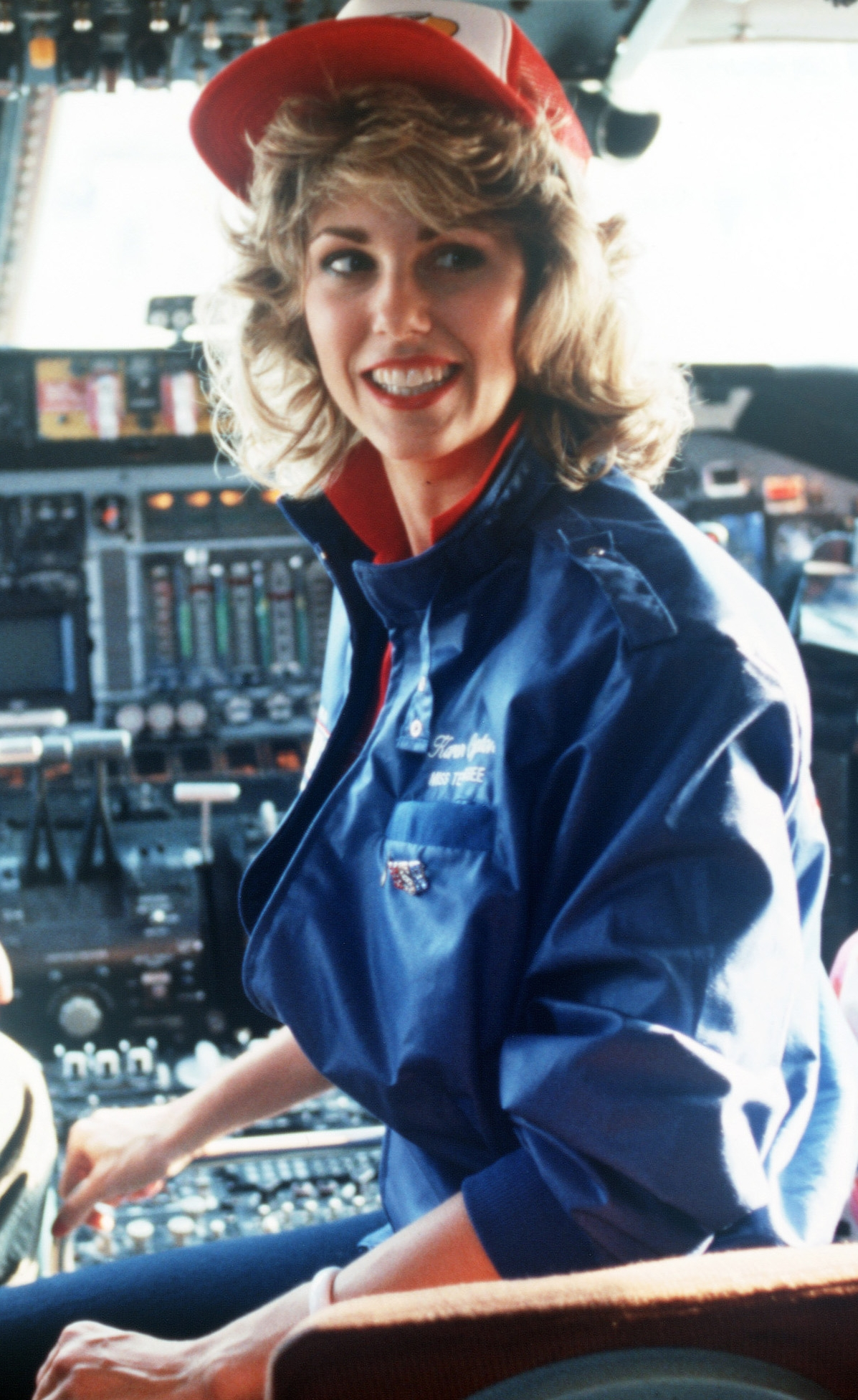
Karen Compton, Miss Tennessee USA 1986

El  Miss Tennessee USA  es un certamen de bellezas que selecciona a la representante para el estado de Tennessee en el certamen de Miss USA.
Lynnette Cole, Miss Tennessee USA 2000 y Rachel Smith, Miss Tennessee USA 2007, fueron las únicas en ganar el título de Miss USA. Su predecesora Cole' Morgan Tandy quedó como primer finalista en 1999.
Cuatro Miss Tennessee USA han ganado el título de Miss Tennessee Teen USA y seis Miss America. Una de ella fue Allison Alderson, que ganó "tres coronas" de los certámenes de Miss Tennessee Teen USA, Miss Tennessee y Miss Tennessee USA.
En los años 2000, sólo dos candidatas han ganado tres coronas consecutivas. Del 2002 al 2004, tres consecutivas Miss Tennessee ganaron Miss Tennessee USA. Esto nunca ha sucedido en la historia de los certámenes estatales de Miss USA y Miss America. Del 2005 al 2007, tres candidatas que quedaron en el top seis en el Miss Tennessee Teen USA 2002 ganaron el título de Miss Tennessee USA. Una de estas candidatas fue la ganadora del certamen de Miss Teen USA 2002, Rachel Smith. El certamen es también el único en tener dos de cuatro mujeres en haber quedado en el Miss USA y Miss America.

## Ganadoras
| Año  | Nombre                    | Ciudad natal            | Edad1 | Clasificación en Miss USA | Premios especiales en Miss USA | Notas |
| ---- | ------------------------- | ----------------------- | ----- | ------------------------- | ------------------------------ | --- |
| 2015 | Kiara Young               | Nashville               | 25    |                           |                                | |
| 2014 | Kristy Landers Niedenfuer | Nashville               | 22    | Top 20                    |                                | |
| 2013 | Brenna Mader              | Nashville               | 26    |                           |                                | |
| 2012 | Jessica Hibler            | Nashville               | 23    | Top 16                    |                                | |
| 2011 | Ashley Durham             | Adamsville              | 21    | Primera Finalista         |                                | |
| 2010 | Tucker Perry              | Franklin                | 20    | Top 10                    |                                | |
| 2009 | Kristen Motil             | Franklin                | 24    | Top 10                    |                                | |
| 2008 | Hailey Brown              | Franklin                | 25    | Top 10 finalista          |                                | Quedó en 4.º lugar en Miss Tennessee 2003 |
| 2007 | Rachel Smith              | Clarksville             | 21    | Ganadora                  |                                | Previamente Miss Tennessee Teen USA 2002 (Top 10 Semifinalista & Miss Fotogénica en Miss Teen USA 2002) y 4.ª finalista en Miss Universo 2007                                                                  |
| 2006 | Lauren Grissom            | Shelbyville             | 21    | Top 15                    |                                | |
| 2005 | Amy Colley                | Jonesborough            | 21    |                           |                                | |
| 2004 | Stephanie Culberson       | Knoxville               | 24    | 4.ª finalista             |                                | Previamente como Miss Tennessee 2001, 2.ª finalista en Miss America 2002 |
| 2003 | Beth Hood                 | Cleveland               | 24    | 4.ª finalista             |                                | Miss Tennessee 2000 |
| 2002 | Allison Alderson          | Nashville               | 25    |                           |                                | Ganadora de Triple Crown, previamente como Miss Tennessee Teen USA, top 6 en Miss Teen USA 1994 y Miss Tennessee 1999                                                                                          |
| 2001 | Lisa Tollett              | Crossville              | 24    | Top 10                    |                                | |
| 2000 | Lynnette Cole             | Columbia                | 21    | Ganadora                  | Mejor en Traje de Baño         | Top 5 finalista en Miss Universo 2000 Previamente Miss Tennessee Teen USA 1995 (3.ª finalista RU & Miss Fotogénica en Miss Teen USA 1995), 3.ª finalista en Miss Oktoberfest 1998, Miss Teen All American 1997 |
| 1999 | Morgan Tandy High         |                         |       | 1.ª finalista             |                                | |
| 1998 | Amy Neely                 | Macon County, Tennessee |       | Mención Honorable         |                                | |
| 1997 | Towanna Stone             | Morristown              | 24    | 2.ª finalista             |                                | |
| 1996 | Becca Lee                 |                         | 24    | 2.ª finalista             | Premio Finesse Style           | |
| 1995 | Lee Ann Huey              |                         |       |                           | Style Award                    | |
| 1994 | Leah Hulan                |                         |       | Semifinalista             |                                | Previamente Miss Tennessee 1992 |
| 1993 | Cammy Gregory             | Paris                   |       | Semifinalista             |                                | |
| 1992 | Natalie Ann Bray          |                         |       |                           |                                | |
| 1991 | Angela Johnson            |                         |       |                           |                                | |
| 1990 | Charita Moses             |                         |       | Semifinalista             |                                | |
| 1989 | Kimberly Payne            |                         |       |                           |                                | Ahora productora oficial de TN USA, TN Teen USA, GA USA y GA Teen USA |
| 1988 | Stephanie Jane Potts      | Memphis                 |       | Semifinalista             |                                | |
| 1987 | Molly Brown               | Loretto                 |       |                           |                                | Previamente Miss Tennessee Teen USA 1984 (2.ª finalista en Miss Teen USA) |
| 1986 | Karen Compton             | Lawrenceburg            |       |                           |                                | |
| 1985 | Martha Elizabeth Browning | Chattanooga             |       |                           | Miss Simpatía                  | |
| 1984 | Desiree Denise Daniels    | Chattanooga             | 24    | 2.ª finalista             |                                | Previamente Miss Tennessee 1982 y quedó como primera finalista en Miss America 1983 |
| 1983 | Ladonna Friday            | Jonesborough            |       |                           |                                | |
| 1982 | Sherly Deanice Levy       | Nashville               |       | Semifinalista             |                                | |
| 1981 | Sharon Kay Steakly        | Nashville               |       | Semifinalista             |                                | |
| 1980 | Diane Hunt                | Etowah                  | 17    |                           |                                | |
| 1979 | Sandy Nuismer             |                         |       |                           |                                | |
| 1978 | Suzanna Timberlake        |                         |       |                           | Miss Fotogénica                | semifinalista en Miss Mundo USA 1980 |
| 1977 | Rene Jean Smith           | Cookeville              |       |                           |                                | |
| 1976 | Jana Kerr                 |                         |       |                           |                                | |
| 1975 | Shelly Smith              |                         |       |                           |                                | |
| 1974 | Brin Annette Hendrix      |                         |       |                           |                                | |
| 1973 | Tommye Hooker             |                         |       |                           |                                | |
| 1972 | Linda Diane Thompson      |                         |       |                           |                                | actriz y compositora |
| 1971 | Sue Collins               |                         |       |                           |                                | |
| 1970 | Donna Marie Ford          |                         |       | 3.ª finalista             |                                | |
| 1969 | Suzie Richardson          |                         |       |                           |                                | |
| 1968 | Sandra Force              |                         |       | Semifinalista             |                                | |
| 1967 | Nancy Brackhahn           |                         |       | Semifinalista             |                                | |
| 1966 | Mary Margaret Smith       |                         |       | Semifinalista             |                                | |
| 1965 | Bonnie Perkins            |                         |       |                           | Miss Simpatía                  | |
| 1964 | Pat Kerr                  |                         |       |                           | Mejor Traje Estatal            | |
| 1963 | Bobbie Lynn Morrow        |                         |       | Semifinalista             |                                | |
| 1962 | Gail White                |                         |       | 2nd Runner-up             |                                | |
| 1961 | Anita Atkins              |                         |       |                           |                                | |
| 1960 | Christine McSwain         |                         |       |                           |                                | |
| 1959 | Marcia Daniels            |                         |       |                           |                                | |
| 1958 | Martha Boales             |                         |       | Semifinalista             |                                | |
| 1957 | Patricia Prather          |                         |       |                           |                                | |
| 1956 | Stella Wilson             |                         |       | Semifinalista             |                                | |
| 1955 | Barbara Gurley            |                         |       |                           |                                | |
| 1954 | Barbara Holly             |                         |       |                           |                                | |
| 1953 | No participó              |                         |       |                           |                                | |
| 1952 | Jean Harper               |                         |       | 3.ª finalista             |                                | Previamente Miss Tennessee 1951 |

1 Edad durante el certamen de Miss USA